# Pleurospermum amabile
Pleurospermum amabile là một loài thực vật có hoa trong họ Hoa tán. Loài này được Craib & W.W. Sm. miêu tả khoa học đầu tiên năm 1913.